# Ekaterina Poleščuk
Ekaterina Igorevna Poleščuk (in russo Екатерина Игоревна Полещук?; trasl. angl.: Ekaterina Igorevna Poleshchuk; Gul'keviči, 24 marzo 1994) è una lottatrice russa, specializzata nella lotta libera.

## Palmarès
- Mondiali

Nur-Sultan 2019: bronzo nei 50 kg.
- Europei

Varsavia 2021: bronzo nei 50 kg.